# Fenestrelle (torrente)
Il Fenestrelle è un torrente della città di Avellino.

## Sorgenti
Le acque del Fenestrelle sono il risultato dell'unione di numerosi ruscelli e torrentelli minori le cui sorgenti hanno origine sul Monte Carafone, di Monteforte Irpino, e sul colle di Faliesi (576 m), che è situato tra il Monte Esca (880 m), a Ovest di Avellino e il Monte Faliesi (955 m), situato a Sud Ovest, tra i comuni di Forino e Contrada.
Proprio il Colle di Faliesi vede nascere le sorgenti di Acqua del Sambuco, mentre Acqua del Paradiso fornisce il suo contributo idrico col ruscello Rio Bosco Monsignore; le acque del Monte Cafarone, invece, a Monteforte, si incanalano nel torrente Iemale, che all'altezza dell'autostrada Avellino-Ovest si immette nel Rivarano, a sua volta affluente del Fenestrelle.
Altri affluenti del Fenestrelle sono il Rio Cupo, il Rio Sant'Oronzo e i numerosi ruscelli provenienti dalle contrade di Chiaire, Cesine, Bosco San Francesco e Bosco dei Preti. Tutte queste sorgenti, fatta eccezione per il Rivarano, proveniente da Mercogliano, hanno contraddistinto la Località Fenestrella e le colline un tempo proprietà della Curia Vescovile.

## Origine del toponimo
IL termine Fenestrella è l'unione dei termini “finestra” (finestra) e “stella”: i barbari, nell'antichità solevano erigere gli altari per adorare i loro dei in mezzo alle radure disboscate, a cui provvedevano a dare un nome; è quindi certo che il luogo detto “Fenestrella” fosse la sede di un culto pagano, pare legato al nome del poeta Virgilio.
La località Fenestrella è quella che oggi dà il nome all'omonimo torrente: il termine fu coniato circa 1200 anni fa e ha dunque origini antiche, legate ai tempi in cui vennero tracciati i confini dei vari principati della Campania, e sta ad indicare l'avvallamento vicino al colle Faliese, che permetteva di volgere lo sguardo verso Salerno, appunto come se fosse una finestra.

## Storia
Secondo il “Testo civile di Avellino”, i Padri dell'Abbazia di Montevergine ereditarono un antico capitello, avente la forma di un corpo di cervo, che era posto ai confini delle terre tra Sant'Angelo ai Cervi fino alla Serra di Montevergine e alla località Fenestrella. L'antico reperto risale al periodo in cui Radelchi era a capo del Principato di Benevento, e Sinulfo a quello di Salerno: questo ci permette di datare le origini del toponimo “Fenestrelle” in piena epoca normanna.

## Affluenti
La Valle del Fenestrelle si dirama, col suo carico di affluenti (Rio Cupo, Rio San Francesco, Rivarano, Iemale), dalla parte Occidentale della città fino a Est, verso l'antica Abellinum, e per gran parte del suo percorso scorre nell'avvallamento da esso stesso creato, nei secoli, erodendo la massa tufacea. Il dislivello tra la valle e il piano stradale, in certi punti, è notevole: si va dai 21 metri al livello di via Zigarelli e ai 18 a quello del ponte della Ferriera; poi esso si assesta tra il Largo Santo Spirito, la Puntarola e Atripalda, dove sfocia nelle acque del più noto fiume Sabato.

## I Mulini

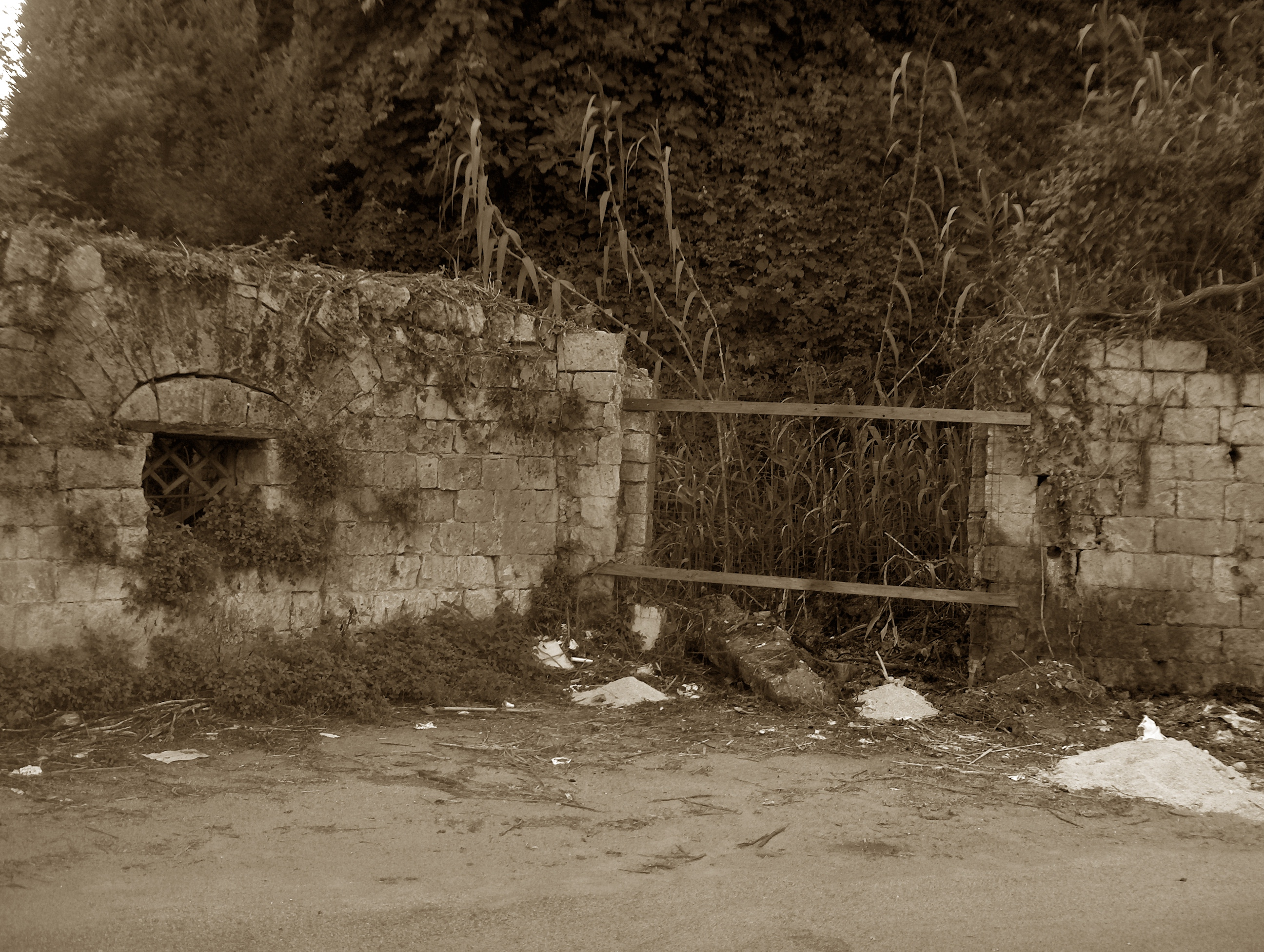
Il mulino dell'Infornata ad Avellino

Il Fenestrelle, fin dal Medioevo, è stato importante per l'economia di Avellino: sulle sue rive sorgevano infatti numerose cartiere e mulini, che sfruttavano un tipo di canale, chiamato “palata”, che convogliava l'alveo del fiume verso gli opifici. A regolare il flusso idrico era il Torrione delle acque, sito nei pressi del Villaggio Rivarano, che altro non era che una torretta scavata nel tufo, sul cui fondo sgorgava una sorgente: questa, attraverso una paratia, veniva inviata alla palata di legno, che convogliava l'acqua nel sistema idraulico del mulino.
Già nell'anno mille nell'attuale Contrada Infornata furono costruiti il Mulino dell'Infornata e il Mulino della Macchia, di cui ancora oggi possiamo vedere i ruderi; più avanti le acque alimentavano il Mulino della Ferriera, situato dove oggi troviamo il Ponte della Ferriera, in via Due Principati. Il fiume, incanalato verso nord, attraversava il borgo di San Leonardo e Sant'Antonio Abate, dove c'era l'omonimo “Molino di Sant'Antuono” e la celebre fontana di Grimoaldo (Fontana Tecta); dopo un breve tratto nella valle delle Fornelle, andava ad alimentare il famoso Mulinello, da cui prende il nome la contrada delle Molinelle.
Qui sorgevano altri opifici per la tintura della lana e gli ultimi due mulini, quello del Santo Spirito e della Puntarola; in tutto, i mulini che incontriamo nel nostro percorso sono otto: l'ultimo di cui si abbiano testimonianze recenti è quello del Rio Cupo, che era sito nell'attuale Campetto Santa Rita e fu distrutto negli anni 60.

## Inquinamento delle acque

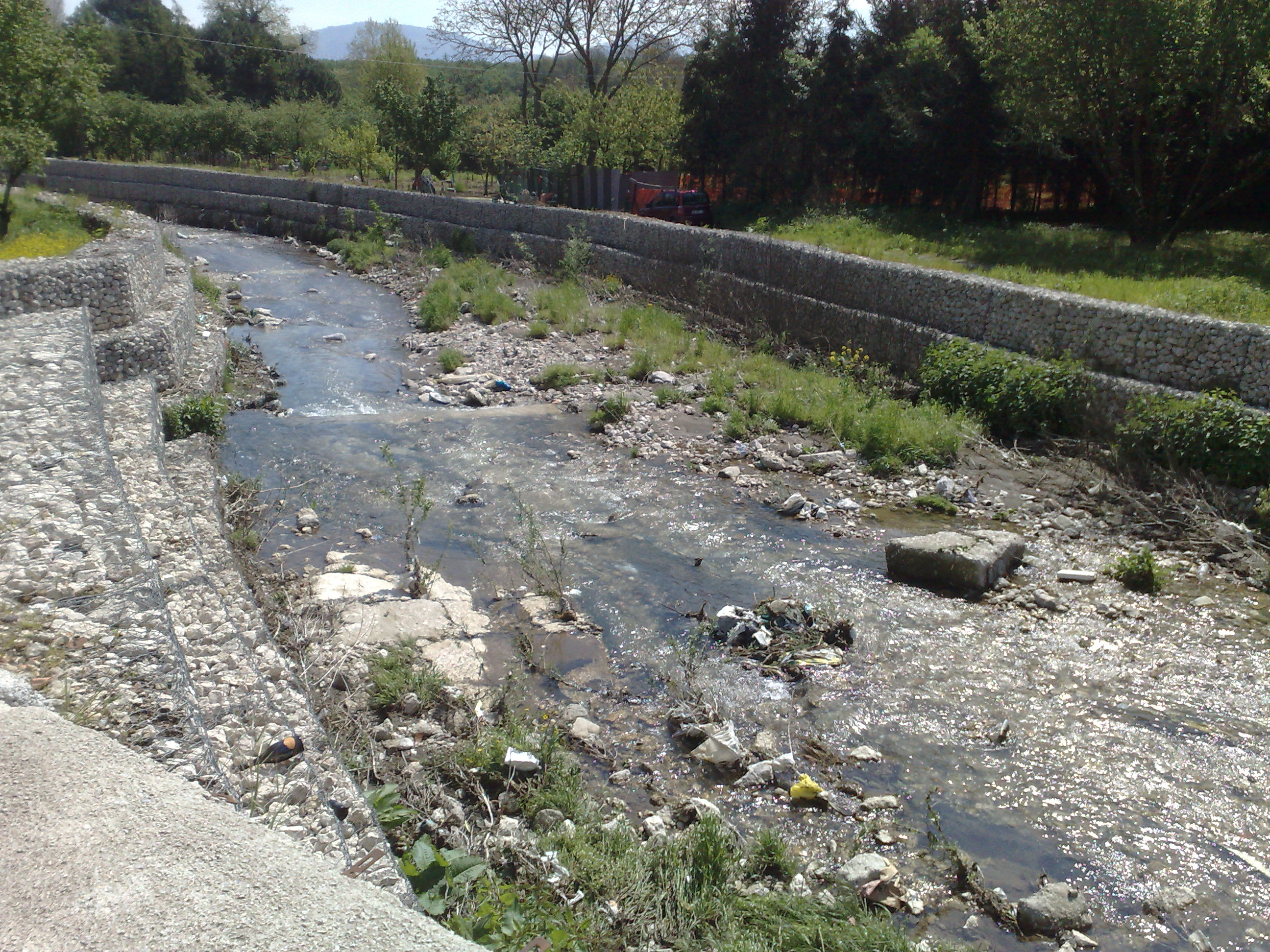
La valle del Fenestrelle Avellino

Il fiume, che nei secoli ha modellato le valli della città di Avellino, conserva oggi ben poco dell'antica purezza delle sue acque, essendo in gran parte inquinato soprattutto dall'affluente Rivarano, in cui si riversano gli scarichi urbani di Torrette di Mercogliano e che andrebbero prima opportunamente purificati.
Essendo la città di Avellino a clima umido e piovoso, in passato si assisteva a straripamenti dall'alveo nei periodi delle piogge: già nel 1878 una disastrosa alluvione nei pressi di Fontanatetta fece circa 15 vittime; durante le alluvioni del Novecento, come quelle del 1949 e del 1961, le conseguenze furono nefaste, fortunatamente, solo per le colture. L'ultimo disastro collegato al Fenestrelle è datato nell'ottobre del 1985, quando del materiale solido eroso dalle alture di Mercogliano, fu trasportato nel letto del fiume fino a valle: ma, grazie al profondo dislivello tra il Fenestrelle e il centro abitato, non vi furono danni alle persone.
Ad ogni modo le alluvioni sono solo un lontano ricordo: fino a pochi anni fa capitava ancora che si allagassero le contrade Infornata e Macchia (sedi di antichi mulini), ma a questo problema si è ovviato rinforzando gli argini e allargando l'alveo del fiume, anche in previsione dei lavori della vicina bretella che collega l'ex Piazzetta Perugini
```
a via Zigarelli.
```

## Il Fenestrelle nell'arte
Nel 1703 Giovan Battista Pacichelli dipinse il Fenestrelle-Rigatore, mentre nel 1772 fu la volta di Lanfranco Orlandi.

## Galleria d'immagini

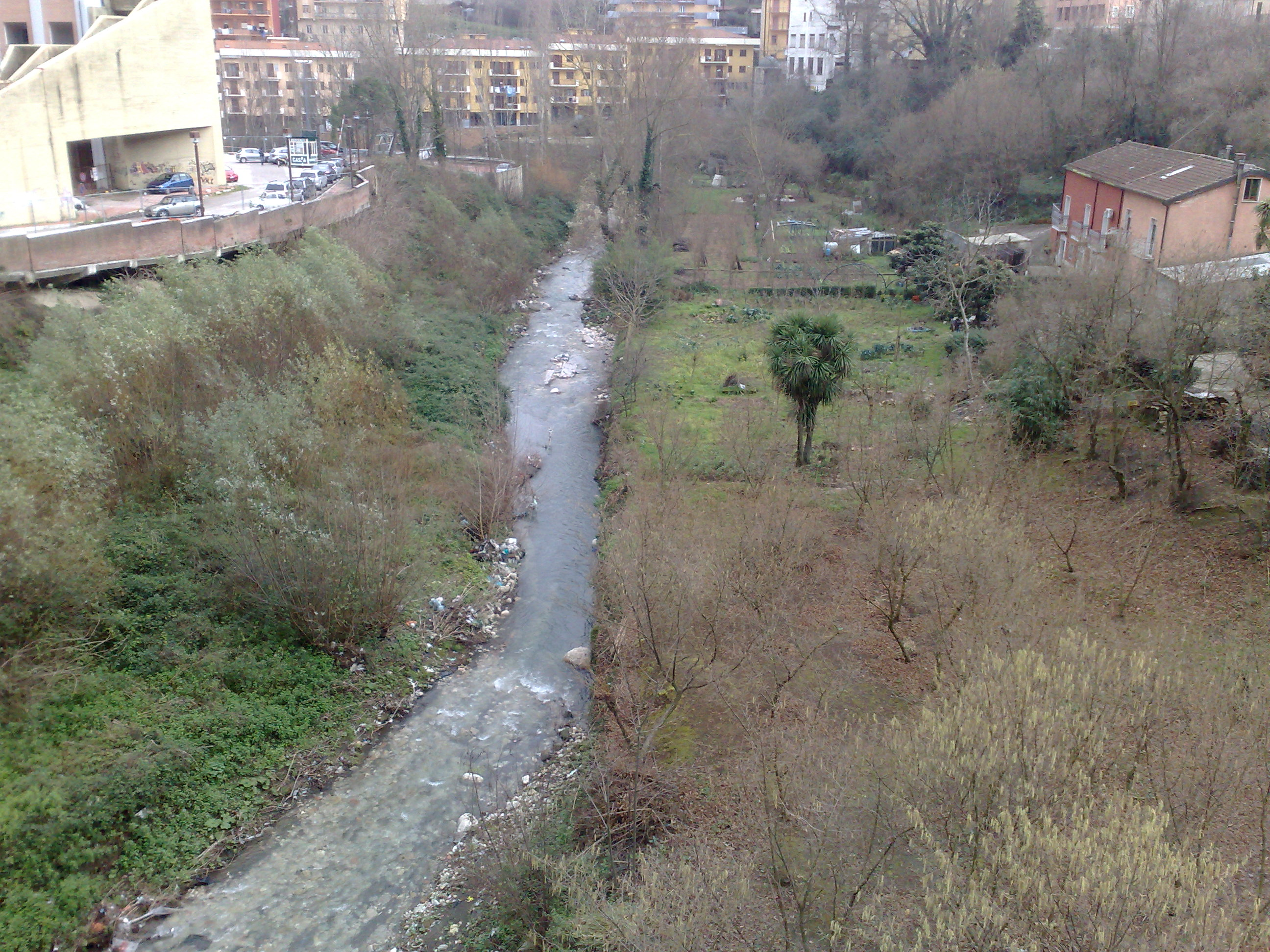
Il Fenestrelle in zona Mercatone
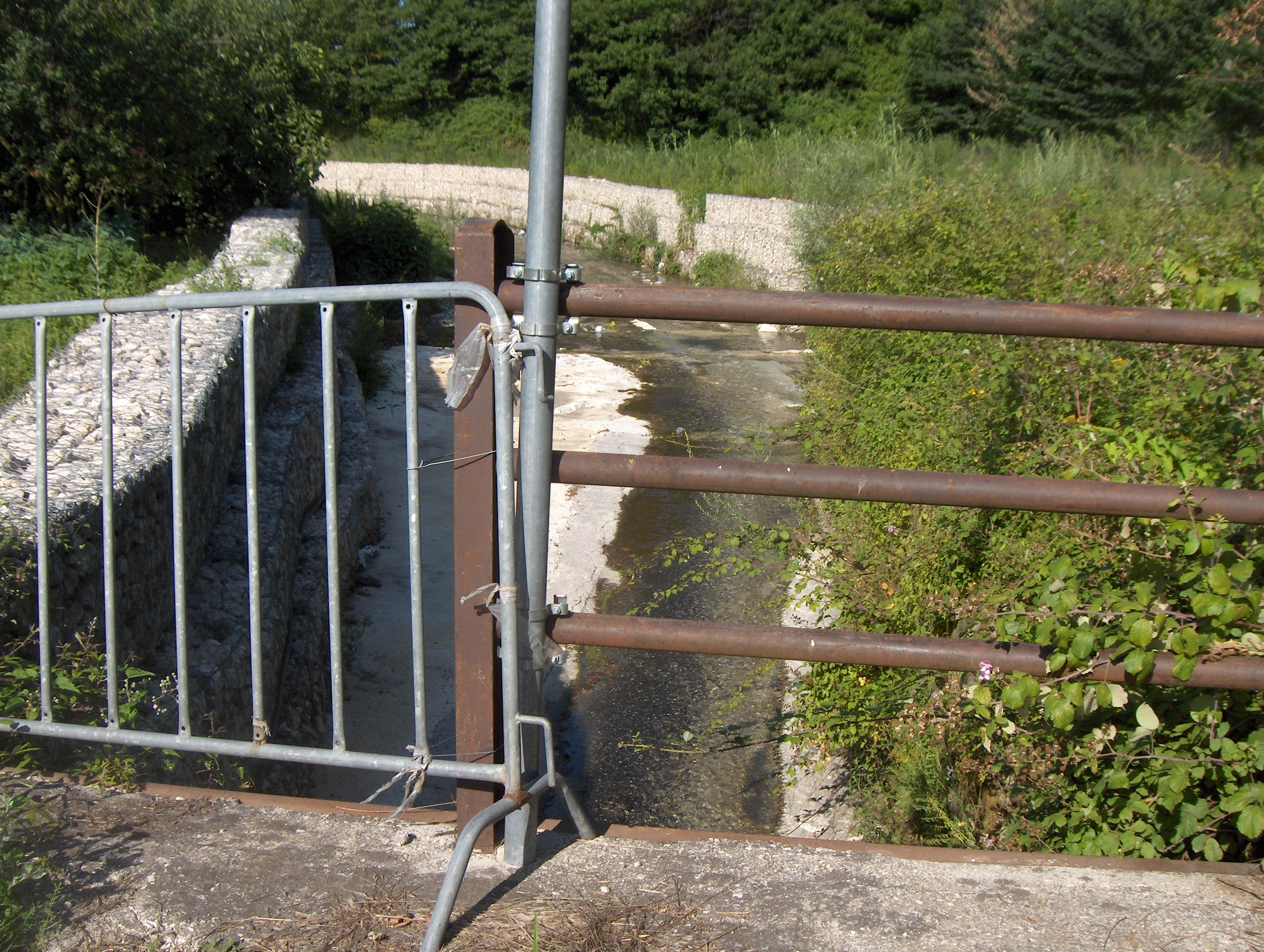
Il Rivarano si immette nel Fenestrelle